# Muzeum Człowieka we Wrocławiu
Muzeum Człowieka – muzeum antropologiczne działające we Wrocławiu przy Katedrze Biologii Człowieka Uniwersytetu Wrocławskiego. Od 2020 roku Muzeum jest nieczynne do odwołania. 

## Historia
Muzeum ulokowano między innymi w dawnej kaplicy w budynku Collegium Antropologicum. Posiada stałą wystawę w trzech salach z następującymi działami:
- Naczelne
- Antropogeneza
- Ontogeneza człowieka
- Patologia szkieletu ludzkiego
- Kulturowe obrządki pochówkowe

Ekspozycje są ogólnodostępne. W zbiorach muzeum jest część przedwojennej kolekcji Instytutu Antropologii Wydziału Medycznego ówczesnego Uniwersytetu Wrocławskiego, w tym kolekcja 140 czaszek ludzkich z Afryki i Australii zgromadzona przez Hermanna Klaatscha, kolekcja dawnego Instytutu Nauk Antropologicznych w Warszawie oraz zbiory powojenne pracowników wrocławskiej antropologii.
W 2020 roku z powodu remontu budynku Collegium Antropologicum przy ul. Kuźniczej 35 zaplanowano przeniesienie zbiorów na ul Sienkiewicza do kompleksu Wydziału Nauk Biologicznych. Z powodu remontu i przenosin zbiorów Muzeum zamknięto do odwołania. 